# Kiến Phúc
Kaiser Kiến Phúc (Hán tự: 建福; * 12. Februar 1868 in Huế; † 1. August 1884 ebenda) war der siebte Kaiser der vietnamesischen Nguyễn-Dynastie. Am 2. Dezember 1883 wurde er als Kaiser inthronisiert und bekleidete dieses Amt bis zu seinem Tode. Sein eigentlicher Name war Nguyễn Phúc Ưng Đăng, auch Nguyễn Phúc Hạo, als Ärabezeichnung wählte er „Kiến Phúc“. Seine unter diese Devise gestellte Ära begann am 27. Januar 1884 und endete mit dem 15. Februar 1885.

## Leben
Der kinderlose vierte Kaiser der Nguyễn-Dynastie Tự Đức, hatte neben seinem späteren Nachfolger Dục Đức und dem dann neunten Kaiser der Dynastie, Đồng Khánh, auch seinen Neffen Nguyễn Phúc Ưng Đăng adoptiert, der als Kaiser später die Ärabezeichnung „Kiến Phúc“ wählte. Nach der Ermordung des sechsten Kaisers der Dynastie, Hiệp Hòa, am 29. November 1883 handelte der kaiserliche Hof schnell, um den fünfzehn Jahre alten Prinzen als neuen Kaiser aufzustellen. Kiến Phúc wurde am 1. Dezember 1883 um fünf Uhr morgens inthronisiert.
Kiến Phúcs Vorgänger war verhaftet und ermordet worden, während der Vertreter Frankreichs, Louis Eugène Palasme de Champeaux, nicht in Huế weilte. Als dieser zurückkehrte, protestierte er gegen die eilige Krönung des neuen Monarchen und weil Frankreich nicht konsultiert worden war. Champeaux berief sich dabei auf den von Kaiser Hiệp Hòa unterzeichneten Harmond-Vertrag, obwohl dieser Frankreich keinesfalls einen legalen Einfluss auf die kaiserliche Erbfolge einräumte. Die Entschuldigung der vietnamesischen Regenten, das Dokument wäre nach dem Tod des Kaisers Hiệp Hòa nicht länger gültig, wurde von den Franzosen nicht akzeptiert, welche vor allem verärgert waren, weil sie – wohl zu Recht – annahmen, dass Hiệp Hòa in erster Linie wegen seiner Nachgiebigkeit ihnen gegenüber ermordet worden war. Nachdem Frankreich seine militärische Stärke demonstriert hatte, beugten sich die beiden verbliebenen Regenten schnell und baten offiziell um die Anerkennung Kiến Phúcs als neuen Kaiser.
Trotz seiner kurzen Regentschaft konnte Kaiser Kiến Phúc zeigen, dass er ein effektiver und aufrichtiger „Sohn des Himmels“ hätte werden können. Er war jedoch von schlechter Gesundheit, hatte zudem die korrupten Regenten Nguyễn Văn Tường (阮文祥; 1824–1886) und Tôn Thất Thuyết (尊室説; 1839–1913) neben sich. Den größten Einfluss übte die Adoptivmutter des Kaisers aus, Học Phi, zusammen mit ihrer geheimen Liaison, dem Regenten Nguyễn Văn Tường. Als der Kaiser die Liaison beider entdeckte, war er wütend und erklärte: „Wenn ich gesund werde, werde ich eure Köpfe bis zur dritten Generation abhacken.“ Sie kamen ihm zuvor. Học Phi mischte Gift in des Kaisers Medizin – so wird jedenfalls vermutet – und Kiến Phúc starb am 1. August 1884. Früh im folgenden Jahr begann das Haupt des kaiserlichen Familienrates, Prinz Gia Hưng, eine geheime Untersuchung des Todes von Kaiser Kiến Phúc. Als Tôn Thất Thuyết davon erfuhr, wurde der Prinz exiliert und verschwand.
| Personendaten    | Personendaten |
| ---------------- | --- |
| NAME             | Kiến Phúc |
| ALTERNATIVNAMEN  | 建福 (Ärabezeichnung, traditionell); Nguyễn Phúc, Ưng Đăng (wirklicher Name); Giản Tông (Tempelname); Nghị Hoàng Đế (postum) |
| KURZBESCHREIBUNG | vietnamesischer Kaiser, siebter Kaiser der Nguyễn-Dynastie (1884–1885)                                                       |
| GEBURTSDATUM     | 12. Februar 1868 |
| GEBURTSORT       | Huế, Vietnam |
| STERBEDATUM      | 1. August 1884 |
| STERBEORT        | Huế, Vietnam |